# Związek Byłych Ochotników Armii Polskiej

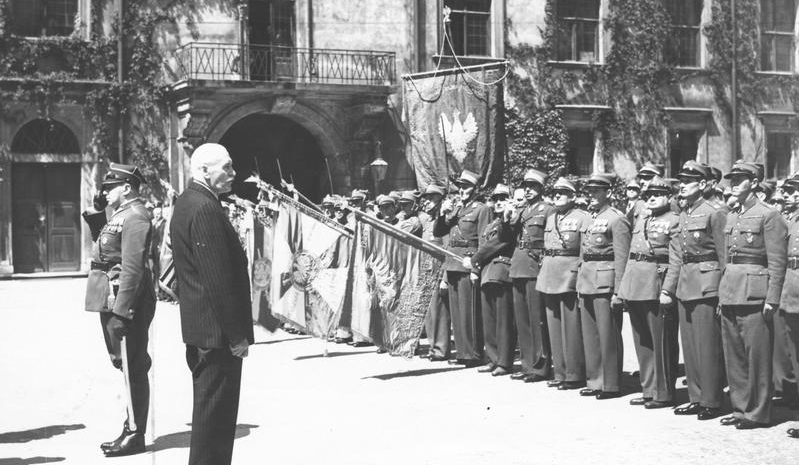
Zjazd członków Związku Byłych Ochotników Armii Polskiej w Warszawie (1939) z udziałem Prezydenta RP Ignacego Mościckiego

Związek Byłych Ochotników Armii Polskiej (zapis pełny oryg. Związek b. Ochotników Armii Polskiej, Uczestników Walk o Niepodległość 1914–1921) – organizacja kombatancka w II Rzeczypospolitej.
Próby zorganizowania ruchu datowały się na rok 1925, lecz były nieskuteczne. W 1933 ppłk Jan Burkhard złożył w Komisariacie Rządu m.st. Warszawy projekt statutu związku i został jego szefem. Pierwszy zjazd członków miał miejsce w 1934 w Warszawie, wówczas organizacja liczyła 6154 osób w 71 oddziałach. Drugi zjazd związku miał miejsce w 1936 w Krakowie, gdzie członkowie składali przysięgę. Trzeci zjazd odbył się w 1937 we Lwowie, a kolejny w 1938 w Wilnie. Według stanu na 20 sierpnia 1938 organizacja liczyła 26086 członków zrzeszonych w czterech okręgach (Kraków, Lwów, Lublin, Warszawa) i 268 oddziałach.
Według statutu (§ 5, 6, 29) Związek b. Ochotników Armii Polskiej uważa się za spadkobierców dawnych i niedawnych obrońców wolności, samorzutnie stających do walki o niepodległość Polski i jest organizacją w duchu wojskowym, powstałą w celu szerzenia ducha ochotniczego wśród młodszego pokolenia oraz ugruntowania i urzeczywistnienia wielkiej idei WODZA NARODU – odbudowy państwa silnego mocarstwowego. Wśród celów związku wymieniono m.in.: skupienie sił ochotniczych, szerzenie wiedzy wojskowej i łączność z armią czynną, organizowanie kursów obrony przeciwgazowej i przeciwlotniczej, budzenie ducha patriotycznego, akcja kulturalno-oświatowa, krzewienie kultury fizycznej, akcje samopomocy, walka z bezrobociem wśród byłych ochotników i inne.
Duchowym wodzem narodu został Marszałek Józef Piłsudski. W 1936 tytuł członka honorowego związku otrzymał Marszałek Edward Śmigły-Rydz.
Zarząd Główny związku mieścił się przy ul. Ignacego Skorupki w Warszawie.
Władze w 1938:
- prezes: gen. bryg. Bronisław Bohaterewicz
- I wiceprezes: ppłk Jan Burkhard
- II wiceprezes: ppłk Jan Skorobohaty-Jakubowski
- sekretarz generalny: Witold Bernhard
- zastępca sekretarza generalnego: Zenon Białoszewski
- skarbnik: Tadeusz Jasiuk
- zastępca skarbnika: Władysław Kłopotowski
- członkowie zarządu głównego: Szymon Oroba, kpt. Eugeniusz Piotrowski, Aleksander Sokołowski
- główny kierownik wyszkolenia: por. Wodzianicki